# Амалия Луиза фон Аренберг
Амалия Луиза фон Аренберг (на френски: Amélie Louise d'Arenberg, на немски: Amalie Luise, Prinzessin und Herzogin von Arenberg; * 10 април 1789, Брюксел, Австрийска Нидерландия; † 4 април 1823, Бамберг, Кралство Бавария) от род Аренберги, е принцеса и херцогиня от Аренберг и чрез женитба херцогиня на Бавария. Тя е баба на императрица Елизабет Баварска.

## Биография
Тя е единственото дете на херцог Лудвиг Мария фон Аренберг (1757 – 1795) и първата му съпруга Анна дьо Майли-Несле (1766 – 1789).
Амалия Луиза се омъжва през 1807 г. в Брюксел за Пий Август Баварски (1786 – 1837), херцог в Бавария от фамилията Вителсбахи, син на херцог Вилхелм Баварски (1752 – 1837). Двамата се местят в Бамберг. Той е избухлив. Те имат един син:
- Максимилиан Йозеф (1808 – 1888), херцог в Бавария, женен на 30 август 1808 г. за принцеса Лудовика Баварска, дъщеря на първия баварски крал Максимилиан I Йозеф Баварски. Баща на Елизабет Баварска (1837 – 1898), императрица на Австрия.

През 1817 г. роднината баварският крал Максимилиан I Йозеф, изпраща нейния син Максимилиан Йозеф да учи в „Кралския възпитателен институт за следващи“ в Мюнхен. Амалия Луиза вижда сина си отново едва през 1820 г. Малко след второто ѝ посещение в Мюнхен, Амалия Луиза умира през 1823 г. в Бамберг. Тя е погребана в гробницата на дворец Тегернзе, днешният манастир Тегернзе.